# Violinkonsert

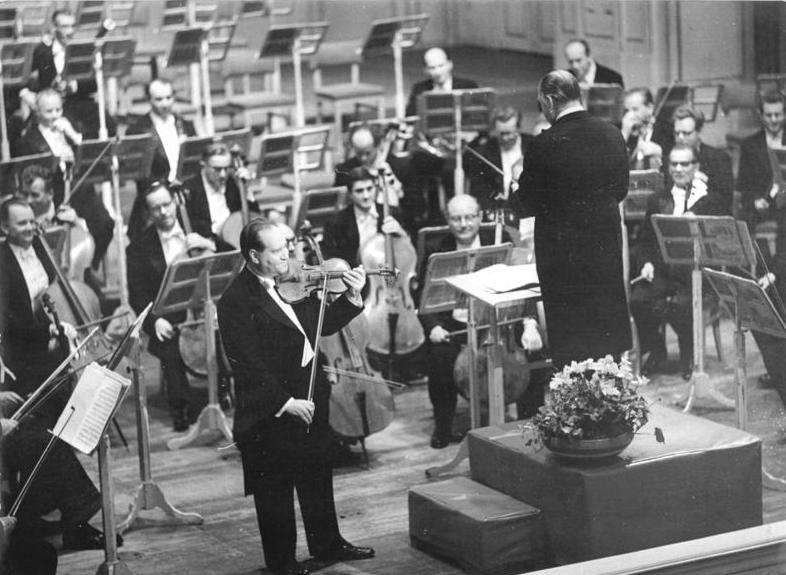
David Ojstrach som solist vid uppförandet av en violinkonsert, 1960

Violinkonsert, Konsert för violin och orkester, är ett oftast relativt omfångsrikt verk för virtuos violinsolist och symfoniorkester. Flera berömda tonsättare har skrivit verk i genren. 
En klassisk violinkonsert består traditionellt sett av tre satser, snabb-långsam-snabb, där den första satsen brukar ha sonatform med två expositioner - en för solisten och en för orkestern, och den sista brukar vara ett rondo. Klassisk konsert brukade innehålla en improviserad kadens för solistens bravuruppvisning. Vissa berömda improviserade kadenser har senare blivit nedtecknade och återanvänts. En konsert från senare perioder kan också ha friare form.
Bland de tidigare verken har Vivaldis De fyra årstiderna (fyra korta konserter med liten orkester) och J.S. Bachs violinkonserter (a-moll BWV 1041, E-dur BWV 1042 samt d-moll BWV 1043 för två violiner) stor popularitet. Wolfgang Amadeus Mozart med sina fem konserter (KV 207, 211, 216, 218, 219), Ludwig van Beethoven (D-dur op.61 från 1806) och framför allt Niccolò Paganini med sina sex konserter definierade genren med tydligare känsloladdade solistiska och virtuosa element. Den romantiska periodens violinkonserter, liksom den tidens orkestermusik, växer till större format och de stycken som tydligast exemplifierar perioden är Johannes Brahms (D-dur op. 77), Felix Mendelssohn (e-moll op. 64 från 1844) och Max Bruchs första konsert (g-moll op. 26 från 1866). Andra omtyckta konserter från perioden är Pjotr Tjajkovskijs enda (D-dur op. 35 från 1878), Camille Saint-Saëns (A-dur op. 20, C-dur op. 58 och h-moll op. 61), Aleksandr Glazunovs (a-moll op. 82 från 1904), Antonin Dvoraks (a-moll op. 53 från 1879) och inte minst Jean Sibelius expressiva konsert (d-moll, op. 47 från 1905).
Formen användes även av den moderna musikens företrädare som Karol Szymanowski (op. 35 och op. 61),  Béla Bartók (två konserter), Igor Stravinskij (D-dur från 1931), Dmitrij Sjostakovitj (framför allt nr 1 a-moll op. 77 från 1947-48 som var alltför vågad för Stalins kulturklimat och hamnade i skrivbordslådan fram till 1955), Sergej Prokofjev (med sin melodiska nr 2 g-moll op. 63 från 1935), Erich Wolfgang Korngold (med sin inåtvända konsert från 1947) även våra samtida, som till exempel Krzysztof Penderecki.